# Вершники (фільм, 1972)
«Вершники» (рос. «Всадники») — український радянський двосерійний художній фільм 1972 року режисера Вадима Костроменка. 

## Сюжет
Фільм оповідає про двох підлітків, Борю і Вільке, які під час Великої Вітчизняної війни допомагають відправляти в тил скакових коней, а потім вступають до партизанського загону.

## В ролях
- Петро Ластівка-мол. — Боря Штепа (озвучування Марія Виноградова)
- Наталія Миколишина — Танька
- Володя Краснов — Вілька Фішер
- Володимир Ячмінський — Чевдарь (сержант)
- Анатолій Барчук — льотчик Анатолій (лейтенант)
- Олександр Лебедєв — Шаширин (зрадник)
- Петро Любешкін — лісник Андрій Кузьмич
- М. Старкова — медсестра Наташа (вокал — Галина Ненашева)
- Вадим Голик — Шевчук

В епізодах
- А. Бобровський, П. Бодзюк
- Ярослав Геляс — майор (на іподромі)
- Зінаїда Дехтярьова — мама Борі
- Володимир Довейко — німецький солдат (акробат, охороняв коней і купався в бочці)
- Павло Загребельний — Павло Іванович (директор іподрому)
- Марія Ластівка
- Петро Ластівка (старший) — Іван Єгорович Штепа (батько Борі)
- Н. Іванов, Юрій Лопарєв, А. Машталер, А. Петрук, І. Рокач
- Юрій Прохоров — кучерявий солдат
- Ігор Старков — на призовному пункті офіцер
- Сергій Простяков — генерал
- Йосип Найдук — німецький офіцер (супроводжував ешелон)
- Олег Хроменков — німець-кухар
- Ігор Варпа — німецький офіцер (цінитель коней)
- В'ячеслав Архіреєв, М. Бадюкевич
- Юрій Дубровін — німецький льотчик (немає в титрах)
- Володимир Аркушенко — поліцай

## Цікаві факти
- Німці у фільмі їздять на угорському вантажівці Csepel 1950-х рр.
- Поїзд з полоненими та німецькими солдатами веде паровоз серії Л, що з'явився через кілька років після закінчення Великої Вітчизняної війни.